# لادلوند
لادلوند (به آلمانی: Ladelund) یک شهر در آلمان است که در نوردفرایسلند واقع شده‌است.
 لادلوند  ۱٬۴۹۶ نفر جمعیت دارد.